# Eduard Tubin

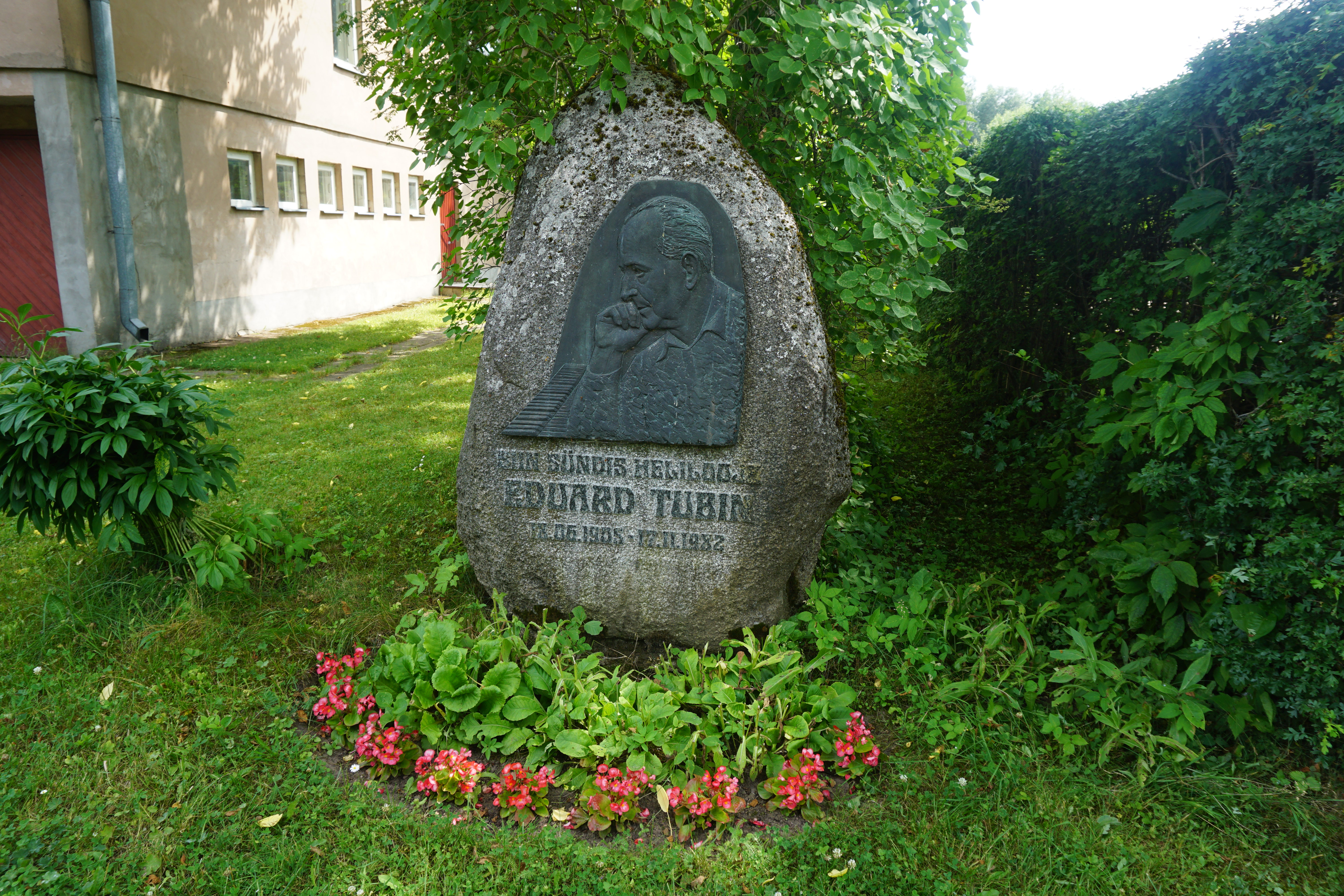
Pomnik w Kallaste

Eduard Tubin (ur. 18 czerwca 1905 w Torila koło Kallaste (Estonia), zm. 17 listopada 1982 w Sztokholmie) – kompozytor i dyrygent estoński. Jego kompozycje to: 10 symfonii, 5 koncertów, 2 opery, balet oraz liczne utwory na zespół kameralny, muzyka solowa i pieśni chóralne.

## Najważniejsze dzieła

### Symfonie
- I symfonia c-moll (1931-1934)
- II symfonia b-moll (1937)
- III symfonia d-moll Heroiczna (1940-1942)
- IV symfonia Liryczna (1943)
- V symfonia b-moll (1946)
- VI symfonia (1953-1954)
- VII symfonia (1955-1958)
- VIII symfonia (1965-1966)
- IX symfonia Sinfonia semplice (1969)
- X symfonia (1973)
- XI symfonia (niedokończona) (1981-1982)

### Koncerty
- I koncert na skrzypce D-dur (1941-1942)
- II koncert na skrzypce g-moll (1945)
- Koncert na kontrabas i orkiestrę (1948)
- Koncert na bałałajkę (1963-1964)
- Koncert na fortepian (1944-45)
- Koncert na wiolonczelę (1954-1955; niedokończony)

### Opery
- Barbara von Tisenhusen (1967-1968)
- Pastor z Reigi (1970-1971)
- Jezioro Pühajärv (1941; niedokończona)
- Wilkołak (1944; niedokończona)

### Balet
- Goblin (I wersja 1938-1940; II wersja 1940-1941; III wersja 1959-1960)

### Dzieła chóralno-orkiestrowe
- Requiem Dla poległych żołnierzy (1950/1979)
- Kantata Inauguracyjna (1958)